# Campionati europei individuali di ginnastica artistica 2013
I V Campionati europei individuali di ginnastica artistica sono stati la 5ª edizione dei Campionati europei di ginnastica artistica con competizioni a livello individuale. Si sono svolti allo Sportivnyj kompleks Olimpijskij di Mosca, in Russia, dal 17 al 21 aprile 2013.

## Programma
| Data      | Ora           | Uomini                                   | Donne                            |
| --------- | ------------- | ---------------------------------------- | -------------------------------- |
| 15 aprile | 8:00 - 19:00  | Podium Training                          | -                                |
| 16 aprile | 8:30 - 17.45  | -                                        | Podium Training                  |
| 17 aprile | 15:00         | Cerimonia di apertura                    | Cerimonia di apertura            |
| 17 aprile | 8:00-19:00    | Qualificazioni (3 suddivisioni)          | -                                |
| 18 aprile | 10:30         | -                                        | Qualificazioni (3 suddivisioni)  |
| 19 aprile | 11:00 - 13.45 | Concorso individuale                     | -                                |
| 19 aprile | 15.30 - 17.30 | -                                        | Concorso individuale             |
| 20 aprile | 11:30 - 14.40 | Corpo libero Cavallo con maniglie Anelli | Volteggio Parallele asimmetriche |
| 21 aprile | 11:30 - 14.40 | Volteggio Parallele Sbarra               | Trave Corpo libero               |

## Podi

### Maschile
| Evento                           | Oro                             | Punti  | Argento         | Punti  | Bronzo                                  | Punti  |
| Concorso individuale (dettagli)  | David Beljavskij                | 89,799 | Max Whitlock    | 89,106 | Oleh Vernjajev                          | 88,398 |
| Corpo libero (dettagli)          | Max Whitlock Alexander Shatilov | 15,333 | non assegnato   | —      | Andrea Cingolani                        | 14.900 |
| Volteggio (dettagli)             | Denis Abljazin                  | 15.308 | Flavius Koczi   | 14.887 | Artur Davtyan                           | 14.866 |
| Parallele simmetriche (dettagli) | Oleh Stepko                     | 15.766 | Lucas Fischer   | 15.633 | David Beljavskij                        | 15.533 |
| Cavallo con maniglie (dettagli)  | Daniel Keatings                 | 15.600 | Krisztián Berki | 15.533 | Max Whitlock                            | 15.500 |
| Anelli (dettagli)                | Samir Ait Said Ihor Radivilov   | 15.466 | non assegnato   | —      | Matteo Morandi Danny Pinheiro-Rodrigues | 15.433 |
| Sbarra (dettagli)                | Emin Garibov                    | 15.433 | Sam Oldham      | 15.133 | Aleksandr Tsarevich                     | 14.833 |

### Femminile
| Evento                            | Oro                | Punti  | Argento                           | Punti  | Bronzo             | Punti  |
| Concorso individuale (dettagli)   | Alija Mustafina    | 59,032 | Larisa Iordache                   | 58,432 | Anastasija Grišina | 57,932 |
| Corpo libero (dettagli)           | Ksenija Afanas'eva | 15.166 | Larisa Iordache                   | 14.733 | Diana Bulimar      | 14.533 |
| Volteggio (dettagli)              | Giulia Steingruber | 14.750 | Noël van Klaveren Larisa Iordache | 14.466 | non assegnato      | —      |
| Parallele asimmetriche (dettagli) | Alija Mustafina    | 15.300 | Jonna Adlerteg                    | 14.633 | Marija Paseka      | 14.400 |
| Trave (dettagli)                  | Larisa Iordache    | 15.266 | Diana Bulimar                     | 14.833 | Anastasija Grišina | 14.366 |

## Medagliere
| Pos.   | Paese         | Oro | Argento | Bronzo | Totale |
| ------ | ------------- | --- | ------- | ------ | ------ |
| 1      | Russia        | 6   | 0       | 4      | 10     |
| 2      | Gran Bretagna | 2   | 2       | 1      | 5      |
| 3      | Ucraina       | 2   | 0       | 1      | 3      |
| 4      | Romania       | 1   | 5       | 1      | 7      |
| 5      | Svizzera      | 1   | 1       | 0      | 2      |
| 6      | Francia       | 1   | 0       | 1      | 2      |
| 7      | Israele       | 1   | 0       | 0      | 1      |
| 8      | Ungheria      | 0   | 1       | 0      | 1      |
| 8      | Svezia        | 0   | 1       | 0      | 1      |
| 8      | Paesi Bassi   | 0   | 1       | 0      | 1      |
| 9      | Italia        | 0   | 0       | 2      | 2      |
| 10     | Armenia       | 0   | 0       | 1      | 1      |
| 10     | Bielorussia   | 0   | 0       | 1      | 1      |
| Totale | Totale        | 14  | 11      | 12     | 37     |